# Sybra borneotica
Sybra borneotica är en skalbaggsart som beskrevs av Stefan von Breuning 1939. Sybra borneotica ingår i släktet Sybra och familjen långhorningar. Inga underarter finns listade i Catalogue of Life.